# Tenerife Sea
"Tenerife Sea" là ca khúc của ca sĩ-nhạc sĩ người Anh Ed Sheeran. Nó được anh đồng sáng tác với Johnny McDaid của ban nhạc Snow Patrol và Foy Vance, được sản xuất bởi Rick Rubin. Ca khúc được phát hành vào ngày 20 tháng 6 năm 2014 trong album phòng thu thứ hai của Ed Sheeran, x. Nó có mặt trên bảng xếp hạng UK Singles Chart ở vị trí thứ 93 nhờ lượng bán lớn thông qua tải nhạc kĩ thuật số dù không được phát hành độc lập dưới dạng đĩa đơn.

## Bối cảnh và sáng tác
Sheeran viết "Tenerife Sea" tại Nashville, Tennessee, Hoa Kỳ. Bài hát lấy cảm hứng từ những sự kiện diễn ra sau Lễ trao giải Grammy 2013, nơi "The A Team" của anh được đề cử cho giải Bài hát của năm. Đây cũng là đề cử Grammy đầu tiên của Sheeran. Anh cùng bạn gái tham dự buổi tiệc sau lễ trao giải, nhưng không cảm thấy hứng thú với không khí ở đó. Theo Sheeran, "không ai trong số chúng tôi muốn có mặt ở đó". Anh miêu tả "Bầu không khí ở đó thật kỳ lạ, mọi người ai cũng chỉ nghĩ tới bản thân mình. Tôi cũng cảm thấy mình đủ sức chiến thắng, và thực sự thất vọng khi mình đã không thể giành giải, một cảm giác rất khó chịu."

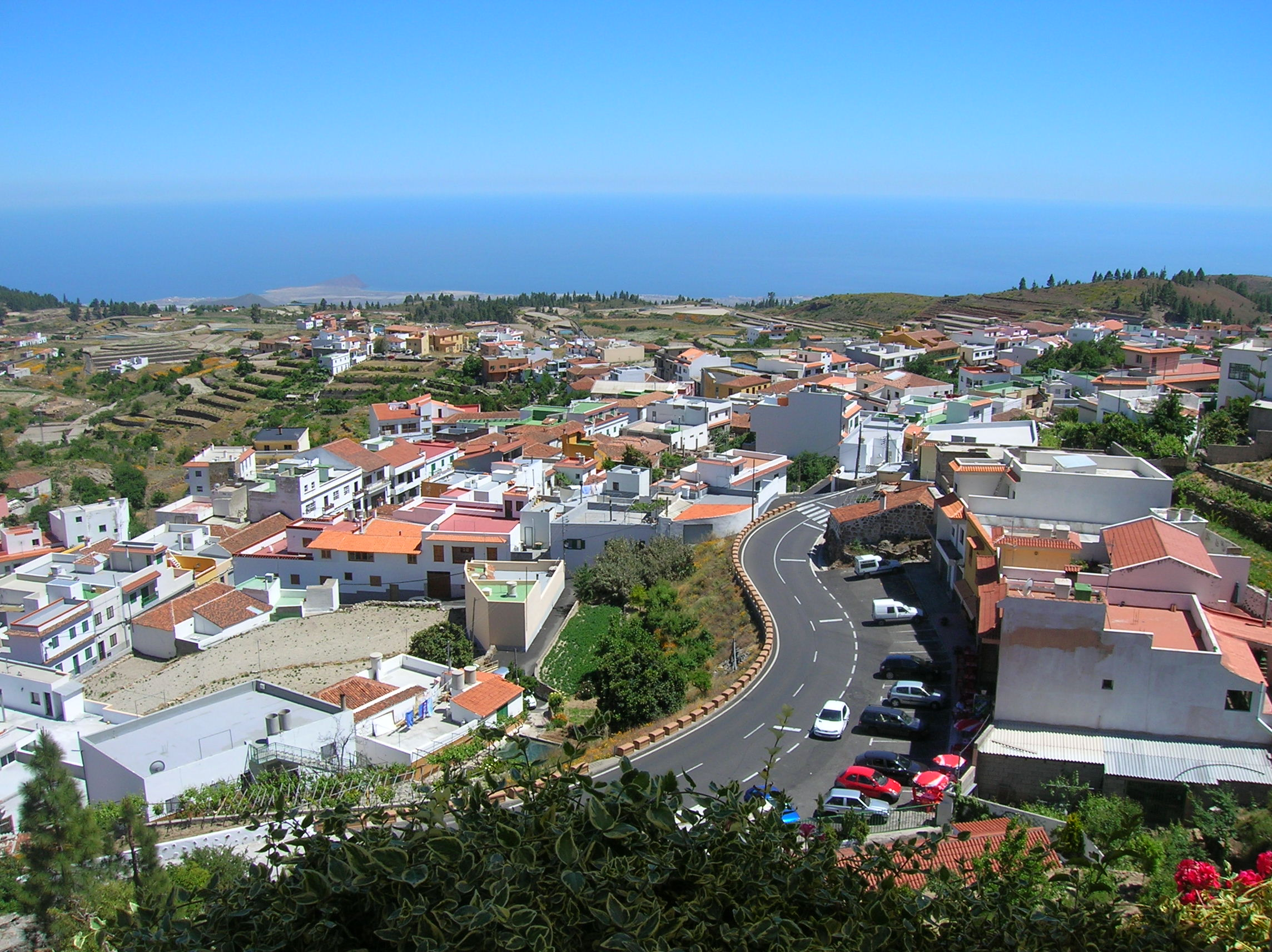
Một góc Villaflor, Tenerife. Sheeran ví màu mắt của bạn gái anh với màu của biển ở Tenerife.

"Tenerife Sea" là bản tình ca, trong đó giọng của Sheeran được thu theo kiểu multitrack. Randall Roberts của Los Angeles Times ví bài hát với bản ballad "Wonderful Tonight" năm 1977 của Eric Clapton và "In Those Jeans" của Ginuwine.

## Ra mắt
"Tenerife Sea" được phát hành ngày 20 tháng 6 năm 2014 cùng album x, trong đó bài hát là track thứ tám. Bài hát thực ra đã được Sheeran biểu diễn trước đó tại Hoa Kỳ và Anh Quốc. Tại Hoa Kỳ, Sheeran thể hiện "Tenerife Sea" vào tháng 10 năm 2013 tại một đêm diễn ở Madison Square Garden. Anh cũng hát "Tenerife Sea" cùng hai bài hát mới khác tại một buổi biểu diễn thân mật ở Mercury Lounge, mặc dù vậy khán giả tham dự không được phép thu âm lại. Vào ngày 24 tháng 3 năm 2014, Sheeran hát bài hát này tại Royal Albert Hall, Luân Đôn trong một buổi diễn gây quỹ cho Teenage Cancer Trust. Một số hãng truyền thông Anh đặc biệt chú ý tới ca khúc này và coi đó có thể là gợi ý cho phong cách âm nhạc mà Sheeran sử dụng trong album mới.

## Đón nhận
"Tenerife Sea" được các nhà phê bình khá để ý. Trong một bài báo viết cho Ngày lễ Tình nhân, Marika Azzopardi của The Malta Independent đã tổng hợp lại "một vài khoảnh khắc tuyệt vời của ái tình trong nghệ thuật", trong đó có "Tenerife Sea". Jon Caramanica của tờ The New York Times gọi "Tenerife Sea" là một "bản tình ca cởi mở". Allison Stewart của The Washington Post chú ý tới giọng hát nhiều lớp của Sheeran: "'Tenerife Sea' tươi mát và hấp dẫn, tiếng hát của nó chất cao tới tận thiên đường." Jim Beviglia của American Songwriter cho rằng "Tenerife Sea" có vẻ "yếu ớt" so với "những lời bộc bạch bạo dạn" mà Sheeran thể hiện trong các bài hát khác của album.
Jon Dolan của Rolling Stone gọi "Tenerife Sea" là "bản ballad quá ngọt ngào". Jason Lipshutz tới từ Billboard có cùng nhận định khi cho rằng đây quả thực là một bản nhạc đám cưới "ngọt ngào đến lôi cuốn". The Irish Times với Lauren Murphy cho rằng một vài bài trong album trong đó có "Tenerife Sea" thật "chán ngắt".
Nhờ lượng streaming cao, cả 12 track trong album đều có mặt trên UK Singles Chart. Bài hát xuất phát ở vị trí thứ 93, đứng cao nhất ở vị trí thứ 62 và có 7 tuần xuất hiện trên bảng xếp hạng. "Tenerife Sea" cũng có được vị trí thứ 53 ở Ireland và 86 ở Slovakia. Tại Hoa Kỳ, "Tenerife Sea" có mặt ở vị trí thứ 24 trên bảng xếp hạng Billboard Twitter Top Tracks.

## Những người tham gia
Lấy từ album x:
| - Ed Sheeran – giọng hát, guitar - Johnny McDaid – keyboard - Rick Rubin – sản xuất - Jason Lader – thu âm, bass, keyboard - Sean Oakley – thu âm phụ, trợ lý thu âm, biên tập kỹ thuật số - Joshua Smith – trợ lý thu âm, keyboard - Dace Hanych – điều phối viên sản xuất - Ricardo Kim – trợ lý sản xuất - Johnnie Burik – trợ lý sản xuất | - Eric Cardieux – biên tập kỹ thuật số - Christian "Leggy" Langdon – biên tập kỹ thuật số - Mike "Spike" Stent – hòa trộn âm - Geoff Swan – engineering - Blake Mills – guitar - Adam MacDougall – keyboard - Chris Dave – trống - Lenny Castro – bộ gõ - Luis Conte – bộ gõ - Stuart Hawkes – mastering |

## Xếp hạng và chứng nhận
| Bảng xếp hạng (2014–15)                | Vị trí cao nhất |
| -------------------------------------- | --------------- |
| Ireland (IRMA)                         | 53              |
| Cộng hòa Séc (Singles Digitál Top 100) | 93              |
| Slovakia (Singles Digitál Top 100)     | 71              |
| Anh Quốc (OCC)                         | 62              |

| Quốc gia                                                                                              | Chứng nhận | Số đơn vị/doanh số chứng nhận |
| --- | ---------- | ----------------------------- |
| Đan Mạch (IFPI Đan Mạch)                                                                              | Vàng       | 30.000^                       |
| Ý (FIMI)                                                                                              | Vàng       | 25.000‡                       |
| Anh Quốc (BPI)                                                                                        | Vàng       | 400.000‡                      |
| Hoa Kỳ (RIAA)                                                                                         | Vàng       | 500.000‡                      |
| ^ Chứng nhận dựa theo doanh số nhập hàng. ‡ Chứng nhận dựa theo doanh số tiêu thụ và phát trực tuyến. |            |                               |